# Данеляк, Кароль
Кароль Данеляк (пол. Karol Danielak; 29 сентября 1991, Яроцин, Польша) — польский футболист, полузащитник.

## Клубная карьера
Воспитанник клуба «Ярота» из родного Яроцина. Перед началом сезона 2009/10 Второй лиги был переведён в первую команду. За клуб дебютировал 29 июля 2009 года в гостевом матче предварительного раунда Кубка Польши с «Омегой» из Клещува, выйдя в стартовом составе. В лиге дебютировал 4 октября 2009 года в домашнем матче с «Лехией» из Зелёны-Гуры, выйдя на замену на 80-й минуте. Первый гол забил 9 мая 2010 года в домашнем матче с венгрувецкой «Нельбой», выйдя в стартовом составе. Первый дубль оформил 26 мая 2012 года в гостевом матче с «Рыбником».
В январе 2014 года перешёл в другой клуб Второй лиги — «Хробры» Глогув. Дебютировал 8 марта в гостевом матче с «Ключборком». Первые голы за клуб забил 24 мая в домашнем матче с катовицким «Розвуем», оформив дубль. По итогам сезона 2013/14 вместе с командой получил повышение в Первую лигу. Дебютировал в дивизионе 2 августа 2014 года в гостевом матче с «Термалицей», выйдя в стартовом составе. За две недели до этого — 19 июля — Данеляк забил первый гол в Кубке, оформив дубль в гостевом матче предварительного раунда с дублем любинского «Заглембе». Первый гол в Первой лиге забил 6 сентября в домашнем матче с «Погонью» из Седльце.
В январе 2015 года перешёл в клуб Экстраклассы «Погонь» Щецин. За клуб дебютировал 14 февраля в домашнем матче с познаньским «Лехом», выйдя в стартовом составе.
В феврале 2016 года на правах аренды перешёл в клуб Первой лиги «Завиша» Быдгощ. Первый матч отыграл 5 марта против «Погони» Седльце. Первый и единственный гол за клуб забил в ответном домашнем матче полуфинала Кубка Польши со столичной «Легией».
Вернувшись из аренды, Данеляк покинул щецинский клуб и вернулся в «Хробры». 2 октября в гостевом матче с «Гурником» Забже на 26-й минуте получил первую в профессиональной карьере красную карточку.
В июле 2018 года перешёл в клуб высшего дивизиона «Арка» Гдыня. За клуб дебютировал в 14 июля в матче за Суперкубок Польши с «Легией» Варшава, заменив в перерыве Горана Цвияновича. «Арка» выиграла тот матч, и Данеляк заработал свой первый трофей в карьере. За 7 матчей не забил ни одного гола за клуб, поэтому в феврале 2018 года был переведён в резервную команду и начал готовиться покидать Гдыню.
12 июня 2019 года «Подбескидзе» из Бельско-Бялы, выступавший в Первой лиге, официально заявил о заключении с футболистом двухлетнего контракта. Дебютировал за клуб 27 июля в гостевом матче с «Заглембе» из Сосновца, выйдя в стартовом составе и забив гол. 11 августа в домашней игре с мелецкой «Сталью» оформил первый в карьере хет-трик. Несмотря на рекордные для себя 13 голов за сезон в Первой лиге, Данеляк не показал тех же результатов в Экстраклассе, забив в сезоне 2020/21 всего 1 мяч. Так что по окончании контракта полузащитник покинул клуб.
2 июля 2021 года подписал двухлетний контракт с «Видзевом» из Лодзя, выступавшим в Первой лиге. Дебютировал 1 августа в домашнем матче с «Сандецьей» из Новы-Сонча, выйдя в стартовом составе и забив гол. В «Видзеве» у Данеляка произошла та же ситуация, что и в «Подбескидзе»: внеся вклад в повышении команды из Первой лиги, футболист перестал забивать в Экстраклассе. В конце ноября 2022 года полузащитника внесли в трансферный лист, а 9 декабря по взаимному согласию расторг контракт.

## Достижения

### Клубные

#### «Арка» Гдыня
- Обладатель Суперкубка Польши: 2018